# Брезвин, Анатолий Иванович
Анатолий Иванович Брезвин (укр. Анатолій Іванович Брезвін; род. 8 января 1956, Волынская область, Украинская ССР, СССР) — украинский финансист, налоговик, возглавлял Государственную налоговую администрацию Киева (1996—2006) и Украины (2006—2007); хоккейный функционер. С 1990 по 2007 год работал в налоговых органах, в 2010—2011 годах председатель правления Укргазбанка.
С апреля 2002 по май 2014 года — Депутат Киевского горсовета (с мая 2008 от «Народного Блока» Литвина). Член Политсовета «Народной партии». Председатель наблюдательного совета общественной организации «Наш выбор». Государственный советник налоговой службы 1-го ранга.
Заслуженный экономист Украины.

## Биография
Родился в пгт. Голобы Волынской области (Украинская ССР, СССР) в семье служащих. В 1973 году окончил школу и начал трудовую деятельность, с сентября того же года и на протяжении года — работник Голобского плодоконсервного завода заготуправления Волынского облпотребсоюза; с сентября по ноябрь 1974 года работник Голобского свеклопункта Владимир-Волынского сахарного завода Львовского межоблсвеклосахартреста Минпродпрома УССР. Затем на протяжении двух лет в 1974—1976 годах служил в Советской Армии.
С февраля по июль 1977 года слушатель курсов подготовительного отделения Киевского института народного хозяйства. С сентября зачислен студентом вышеупомянутого ВУЗа на учётно-экономический факультет. В 1981 году окончил институт, отделение «Бухучет в промышленности» по специальности экономист-финансист.
В 2001 году окончил Украинскую академию внешней торговли по специальности «Международное право», занимался там с 1998 года. Кандидат экономических наук (2002). Защитил в 2002 г. диссертацию «Экономические методы регулирования промышленной переработки сельскохозяйственной продукции» (Институт аграрной экономики УААН, 2001).
- Июль 1981 — декабрь 1984 — старший экономист финотдела исполкома Киевского горсовета народных депутатов.
- Декабрь 1984 — февраль 1987 — заместитель заведующего — начальник инспекции госдоходов финотдела исполкома Подольского райсовета народных депутатов г. Киева.
- Февраль 1987 — июнь 1990 — заведующий финотделом исполкома Минского райсовета народных депутатов г. Киева.
- Июнь 1990 — декабрь 1996 — начальник Государственной налоговой инспекции по Минскому району г. Киева.
- Декабрь 1996 — август 2006 — председатель Государственной налоговой администрации в г. Киеве, с декабря 1998 одновременно заместитель Председателя Государственной налоговой администрации Украины.
- Апрель 2005 — сентябрь 2005 — президент ассоциации «Юристы и страховики».
- 10 августа 2006—24 декабря 2007 — Председатель Государственной налоговой администрации Украины.

Высказывался: «Дисциплина в финансах гораздо строже, чем в армии. Работа в таких органах не только даёт глубокое понимание финансового дела и „кругооборота финансов в природе“, но и является хорошей школой воспитания» (2010).
- С июня 2010 по 2011 год занимал пост председателя правления Укргазбанка. Его называли креатурой премьер-министра Николая Азарова[4].

Награждён орденами «За заслуги» III степени (октябрь 1997), II степени (август 1999), I степени (октябрь 2004); орденом «За розбудову України» им. М. Грушевского IV степени (апрель 2001); орденом Ярослава Мудрого V степени.
За научно-практическую деятельность награждён медалью «За трудовое отличие» (2002).
Дети: Владимир (1982), Ирина (1988), Анатолий (1999).

### Президент ФХУ
8 декабря 2006 года в помещении Киевского городского Совета профсоюзов на Генеральном Конгрессе ФХУ была приняла отставка Александра Александровича Омельченко с поста президента ФХУ. Новым президентом Федерации хоккея Украины был избран рекомендованный Александром Омельченко начальник Государственной налоговой администрации Украины Анатолий Иванович Брезвин.
31 октября 2008 года в Киеве на Генеральном Конгрессе ФХУ на безальтернативной основе единогласно был переизбран на должность президента ФХУ.
25 октября 2012 года Анатолий Брезвин был повторно единогласно переизбран на должность президента Федерации хоккея Украины.
22 декабря 2016 года Анатолий Брезвин был в третий раз единогласно переизбран на должность президента ФХУ.
На выборы президента ФХУ, которые состоялись 18 декабря 2020 года Брезвин Анатолий Иванович свою кандидатуру не выдвигал.
За 14 лет пребывания Анатолия Брезвина на посту президента ФХУ правительством Украины была принята государственная целевая программа «Хоккей Украины», в рамках реализации которой было построено 12 современных спортивных сооружений с искусственным льдом, первой из которых стал донецкий спорткомплекс «Лидер». Далее последовали арены в Калуше, Херсоне, Харькове. Также были реконструированы две главные крытые арены страны: Киевский Дворец спорта и ДС «Дружба» (Донецк).